# Aja Macuura
Aja Macuura (japonsky 松浦 亜弥 Macuura Aja) z prefektury Hjógo v Japonsku je J-popová zpěvačka, jejíž jméno je spojeno s Hello! Projektem.

## Kariéra
Aja se narodila v půlmiliónovém městě Himedži a má dvě mladší sestry. Kromě zpívání a herectví také ráda hraje tenis. V roce 2000 se objevila v Hello! Projektu hudebního producenta Tsunku, což je projekt pro japonské dívčí skupiny a zpěvačky. Její sólová kariéra odstartovala v roce 2001 a její první singl Dokki Doki! LOVE Mail, dosáhl desáté příčky v hitparádě Oricon, což je japonská obdoba US Billboard. Prvním albem First Kiss 2002 dosáhla 63. místa v Top 100.
Kromě sólového zpěvu spolupracuje s dalšími umělci z H!P. Z nich nejvýznamnější je účinkování ve skupině GAM spolu s Miki Fudžimoto (exMorning Musume).

## Diskografie

### Alba
- First Kiss (2002)
- T.W.O (2003)
- X3 (2004)
- Matsuura Aya Best 1 (2005)
- Naked Songs (2006)
- Double Rainbow (2007)
- Omoi afurete (2009)

### Singly
- 2001
  - Dokki Doki! LOVE Mail
  - Tropica~l Koišite~ru
  - LOVE Namida Iro
  - 100kai no KISS

- 2002
  - Momoiro Kataomoi
  - Yeah! Meccha Holiday
  - The Bigaku
  - Sougen no Hito

- 2003
  - Ne~e?
  - GOOD BYE Natsuo
  - THE LAST NIGHT

- 2004
  - Kiseki no Kaori Dance
  - Hyacinth
  - YOUR SONG ~Seishun Sensei~
  - Watarasebaši

- 2005
  - Zutto Suki De Ii Desu Ka
  - Ki ga Cukeba Anata
  - Suna wo Kamu Jó ni… NAMIDA

- 2007
  - Egao

- 2008
  - Kizuna

- 2009
  - Chocolate Damashii

## Filmografie
Ao no hono-o (2003)

Sukeban Deka: Kôdo nêmu = Asamiya Saki (2006)